# (437811) 2015 DB42
(437811) 2015 DB42 es un asteroide perteneciente al cinturón de asteroides, descubierto el 27 de octubre de 2003 por el equipo Spacewatch desde el Observatorio Nacional de Kitt Peak (Arizona, Estados Unidos).